# 1001 Frames
1001 Frames ist ein iranisch-US-amerikanischer Spielfilm von Mehrnoush Alia aus dem Jahr 2025.

## Handlung
Im Mittelpunkt der Geschichte steht ein Casting für die Rolle der Scheherazade in einer Inszenierung von Tausendundeine Nacht. Dafür finden sich verschiedene Schauspielerinnen in dem Studio eines bekannten Regisseurs ein. Nach und nach bemerken die Frauen, dass der Regisseur mehr im Sinn hat, als nur Rolle zu besetzen.

## Veröffentlichung
Die Weltpremiere erfolgte am 15. Februar 2025 im Rahmen der 75. Internationalen Filmfestspiele Berlin (Berlinale). Dort wurde das Werk in die Sektion Panorama aufgenommen.